# 热带铁苋菜
热带铁苋菜（学名：Acalypha indica）为大戟科铁苋菜属下的一个种。
种名indica意为印度的。